# (11530) d'Indy
(11530) d'Indy est un astéroïde de la ceinture principale.

## Description
(11530) d'Indy est un astéroïde de la ceinture principale. Il fut découvert le 2 février 1992 à La Silla par Eric Walter Elst. Il présente une orbite caractérisée par un demi-grand axe de 2,79 UA, une excentricité de 0,01 et une inclinaison de 5,9° par rapport à l'écliptique.
Il est nommé d'après le compositeur français Vincent d'Indy.

## Compléments